# Saint-Quentin-les-Anges
Saint-Quentin-les-Anges è un comune francese di 409 abitanti situato nel dipartimento della Mayenne nella regione dei Paesi della Loira.

## Società

### Evoluzione demografica
Abitanti censiti